# Aloha Airlines
Aloha Airlines (ursprünglich Trans Pacific Airlines) war eine hawaiische Fluggesellschaft mit Sitz in Honolulu und Basis auf dem Honolulu International Airport, die ihren Betrieb im Jahr 2008 eingestellt hat.

## Geschichte
Die Fluggesellschaft nahm am 26. Juli 1946 als Charterfluggesellschaft unter dem Namen Trans Pacific Airlines den Flugverkehr auf. Die Gesellschaft wurde jedoch recht schnell nur noch „The Aloha Airline“ genannt. Am 6. Juni 1949 erhielt sie eine eigene Fluglizenz für Passagierflüge und wurde 1958 offiziell in Aloha Airlines umbenannt.
Ende 2004 stand die Airline kurz vor dem Bankrott, konnte sich jedoch durch eine Kooperation mit anderen Fluggesellschaften in Hawaii noch retten. Nach dem Eintritt der Billigfluggesellschaft go! im Juni 2006 fielen durch den gestiegenen Wettbewerb die Preise für Flüge zwischen den Inseln immer weiter, während sich die Kosten – insbesondere durch steigende Rohölpreise – stetig erhöhten. Am 20. März 2008 schließlich reichte Aloha Airlines erneut Insolvenzantrag nach Chapter 11 des U.S. Bancruptcy Code ein, da akute Zahlungsunfähigkeit drohte. Am 31. März 2008 wurden die letzten Passagierflüge durchgeführt.
Die ehemalige Luftfracht-Sparte wird bis heute mit neuem Eigentümer unter dem Namen Aloha Air Cargo als eigenständige Gesellschaft weitergeführt.

## Ziele
Neben Flügen zwischen den hawaiischen Inseln bot Aloha auch Verbindungen an die Westküste der USA sowie zu einigen weiteren Zielen im Pazifischen Ozean an, beispielsweise Las Vegas, Burbank und Kiritimati.

## Flotte

### Flotte bei Betriebseinstellung
Vor der Einstellung des Flugbetriebs bestand die Flotte der Aloha Airlines mit Stand März 2008 aus 22 Flugzeugen:
- 13 Boeing 737-200 (Frachtflugzeuge)
- 08 Boeing 737-700
- 01 Boeing 737-800

### Zuvor eingesetzte Flugzeuge
In ihrer Geschichte nutzte Aloha Airlines auch folgende Flugzeugtypen:
- BAC 1-11
- Boeing 737-100, -200, -300, -400
- Douglas DC-3
- Fairchild F-27
- McDonnell Douglas DC-10
- Vickers Viscount

## Zwischenfälle
- Am 27. Juni 1969 versagte an einer Vickers Viscount 754D der Aloha Airlines (Luftfahrzeugkennzeichen N7410) während des Rollens auf dem Flughafen Honolulu zum Start das Hydrauliksystem für Bremsen und Bugradsteuerung. Daraufhin kollidierte sie mit einer geparkten Douglas DC-9-31 (N906H) der Hawaiian Airlines. Die Viscount wurde irreparabel beschädigt, die DC-9 konnte repariert werden. Hauptursache waren Wartungsfehler.[3]

- Am 8. August 1971 geriet eine Vickers Viscount 745D der Aloha Airlines (N7415) nach der Landung auf dem Flughafen Honolulu (USA) in Brand.  Alle 22 Insassen wurden evakuiert und überlebten. Auslöser war ein Kurzschluss in der Flugzeugbatterie. Das Flugzeug wurde zerstört.[4]

- Am 28. April 1988 brach im vorderen Bereich einer Boeing 737-200 der Aloha Airlines (N73711) nach dem Steigflug ein Stück des oberen Rumpfes heraus. Es kam zu einer schlagartigen Dekompression der großflächig aufgerissenen Kabine, wobei eine Flugbegleiterin aus dem Flugzeug herausgerissen und getötet wurde. Dieser schwere Zwischenfall zog internationales Medieninteresse nach sich (siehe auch Aloha-Airlines-Flug 243).